# یویتشکو
یویتشکو (به چکی: Jevíčko) یک منطقهٔ مسکونی و شهرستان دارای شهرک سابقاً روستا در جمهوری چک است که در ناحیه سویتاوی واقع شده‌است. یویتشکو ۲٬۸۲۰ نفر جمعیت دارد.